# Trimenia macmasteri
Trimenia macmasteri is een vlinder uit de familie van de Lycaenidae. De wetenschappelijke naam van de soort is voor het eerst gepubliceerd in 1968 door Charles Gordon Campbell Dickson..
De soort komt voor in Namibië en Zuid-Afrika.